# Suszewy
Suszewy – wieś w Polsce położona w województwie wielkopolskim, w powiecie konińskim, w gminie Sompolno. Miejscowość wchodzi w skład sołectwa Ostrówek.
W latach 1975–1998 miejscowość należała administracyjnie do województwa konińskiego.
Mieszkańcy Suszew wyznania katolickiego przynależą do parafii św. Andrzeja Apostoła w Mąkolnie.